# Eosentomon umbrosum
Eosentomon umbrosum är en urinsektsart som beskrevs av Andrzej Szeptycki 200. Eosentomon umbrosum ingår i släktet Eosentomon och familjen trakétrevfotingar. Inga underarter finns listade i Catalogue of Life.